# Temporada de tufões no Pacífico de 1967
A temporada de tufões no Pacífico de 1967 não tem limites oficiais; durou o ano todo em 1967, mas a maioria dos ciclones tropicais tende a se formar no noroeste do Oceano Pacífico entre junho e dezembro. Essas datas delimitam convencionalmente o período de cada ano em que a maioria dos ciclones tropicais se forma no noroeste do Oceano Pacífico.
O escopo deste artigo é limitado ao Oceano Pacífico, ao norte do equador e a oeste da linha internacional de data. As tempestades que se formam a leste da linha de data e ao norte do equador são chamadas de furacões; veja a temporada de furacões de 1967 no Pacífico. As tempestades tropicais formadas em toda a bacia do Pacífico Ocidental receberam um nome do Joint Typhoon Warning Center. As depressões tropicais nesta bacia têm o sufixo "W" adicionado ao seu número. As depressões tropicais que entram ou se formam na área de responsabilidade das Filipinas recebem um nome da Administração de Serviços Atmosféricos, Geofísicos e Astronômicos das Filipinas ou PAGASA. Muitas vezes, isso pode resultar na mesma tempestade com dois nomes.
Em 1967, o número de tempestades que a Agência Meteorológica do Japão considerou "tufões" foi o número recorde (39).

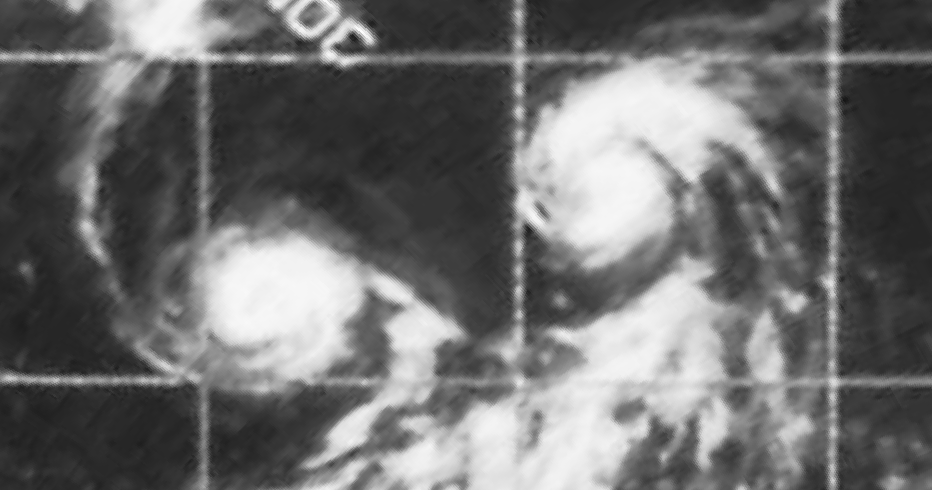
Tufões Sarah e Wanda interagindo no Noroeste do Oceano Pacífico em 20 de setembro de 1967.

## Sistemas
Durante a temporada de tufões no Pacífico de 1967, 40 depressões tropicais se formaram, das quais 35 se tornaram tempestades tropicais. Vinte tempestades tropicais atingiram a intensidade do tufão e cinco dos tufões atingiram a intensidade do supertufão.

### Tufão Violet (Karing)
O tufão Violet, que se formou em 1 de abril, enfraqueceu continuamente desde seu pico de 230 km/h (140 mph) para impactar diretamente o nordeste de Lução como um tufão de 185 km/h (115 mph) no dia 8. Ele se dissipou no Mar da China Meridional em 12 de abril sem causar danos significativos.

### Tufão Anita (Gening)
Anita causou um acidente de aviação em Hong Kong.

### Tufão Billie (Herming)
O tufão Billie, desenvolveu-se 2 de julho, atingiu seu pico de 137 km/h (85 mph) em 5 de julho. A intensidade de Billie flutuou enquanto se dirigia para o norte, para o Japão, e tornou-se extratropical no dia 8; no entanto, o remanescente extratropical de Billie continuou para o nordeste e trouxe fortes chuvas para Honshū e Kyūshū, matando 347 pessoas.

### Tufão Clara (Ising)
Um núcleo frio baixo desenvolveu características tropicais e se tornou a Depressão Tropical 8W em 6 de julho. Ele seguiu para o oeste, tornando-se uma tempestade tropical mais tarde naquele dia e um tufão em 7 de julho. Depois de enfraquecer brevemente para uma tempestade tropical, Clara recuperou o status de tufão e atingiu o pico de intensidade em 10 de julho, atingindo ventos de 185 km/h (115 mph). Clara enfraqueceu para tufão de 140 km/h (90 mph) pouco antes de atingir Taiwan no dia 11, e se dissipou sobre a China no dia seguinte. As fortes chuvas de Clara causaram 69 mortes e outras 32 pessoas sejam dadas como desaparecidas.

### Supertufão Opal
O supertufão Opal foi um sistema poderoso que atingia o pico com ventos de 290 km/h (180 mph), o equivalente a um furacão de categoria 5.

### Supertufão Sarah
Em 14 de setembro, a tempestade tropical Sarah, que se formou na Linha Internacional de Data, entrou no Pacífico Ocidental. Imediatamente após o primeiro alerta após a entrada de Sarah no Pacífico Ocidental, foi atualizado para um tufão mínimo. O tufão Sarah continuou a se intensificar e, no final de 15 de setembro, foi atualizado para um tufão de categoria 4. No dia seguinte, Sarah atingiu seu pico de intensidade, atingindo ventos de 240 km/h (150 mph) e uma leitura de pressão de 932 milibares (mbar) (esta foi a única medição de pressão recuperada do tufão), tornando o sistema um supertufão. Sarah começou a enfraquecer gradualmente depois disso e, no final de 21 de setembro, tornou-se extratropical; ainda era um tufão de Categoria 1 130 km/h (80 mph) na época.
Em 16 de setembro, Sarah atingiu a Ilha Wake com intensidade máxima, causando danos generalizados. Este tufão foi o terceiro ciclone tropical desde o início das observações em 1935 a trazer ventos com força de tufão para a Ilha Wake, após um tufão sem nome que atingiu em 19 de outubro de 1940 (Tomita, 1968), que trouxe ventos de 120 nós para a ilha, e o tufão Olive em 1952, que açoitou a ilha com ventos de 150 nós. Coincidentemente, o desembarque de Olive à ilha ocorreu em 16 de setembro, exatamente 15 anos antes do ataque direto de Sarah.

### Supertufão Carla (Trining)
Carla se tornou um tufão intenso enquanto estava localizado no Mar das Filipinas em 15 de outubro Durante seu estágio de enfraquecimento, o tufão despejou chuvas extremas em torno de sua circulação. Baguio, Filipinas registrou 1,216 mm (47.86 in) de precipitação em um período de 24 horas entre 17 de outubro e 18 de outubro; no entanto, a precipitação de Carla foi significativamente mais extrema em Taiwan, onde 2,749 mm (108.21 in) caiu em um período de 48 horas entre 17 de outubro e 19 de outubro. O pior tufão a atingir o país durante o ano, matou 250 pessoas e deixou outras 30 desaparecidas.

### Tufão Dinah (Uring)
O tufão Dinah atingiu a ilha de Kyūshū, no sul do Japão, matando trinta e sete pessoas e resultando em dez outras sendo dadas como desaparecidas.

### Supertufão Emma (Welming)
O tufão Emma foi o segundo supertufão a atingir as Filipinas apenas 2 semanas após o tufão Carla. O tufão Emma deixou 300 mortos e 60 desaparecidos.

## Nomes de tempestade

### Internacional
| - Agnes - Bess - Carmen - Della - Elaine - Faye - Gloria - Hester - Irma - Judy - Kit - Lola - Mamie - Nina - Ora - Phyllis - Rita - Susan - Tess - Viola - Winnie | - Alice - Betty - Cora - Doris - Elsie - Flossie - Grace - Helen - Ida - June - Kathy - Lorna - Marie - Nancy - Olga - Pamela - Ruby 1W - Sally 2W - Therese 3W - Violet 4W - Wilda 5W | - Anita 6W - Billie 7W - Clara 8W - Dot 9W - Ellen 10W - Fran 11W - Georgia 12W - Hope 13W - Iris 14W - Joan 15W - Kate 16W - Louise 17W - Marge 18W - Nora 19W - Opal 20W - Patsy 21W - Ruth 22W - Sarah 23W - Thelma 24W - Vera 25W - Wanda 26W | - Amy 27W - Babe 28W - Carla 29W - Dinah 30W - Emma 31W - Freda 32W - Gilda 33W - Harriet 34W - Ivy 35W - Jean - Kim - Lucy - Mary - Nadine - Olive - Polly - Rose - Shirley - Trix - Virgínia - Wendy |

### Filipinas
| Auring         | Bebeng  | Karing                 | Diding                 | Etang                             |
| Gening         | Herming | Ising                  | Luding                 | Mameng                            |
| Neneng         | Oniang  | Pepang                 | Rosing                 | Sisang                            |
| Trining        | Uring   | Welming                | Yayang                 |                                   |
| Lista auxiliar |         |                        |                        |                                   |
|                |         |                        |                        | Ading                             |
| Barang         | Krising | Dadang (sem ser usado) | Erling (sem ser usado) | Goying (sem usar) (sem ser usado) |

A Administração de Serviços Atmosféricos, Geofísicos e Astronômicos filipinos usa seu próprio esquema de nomenclatura para ciclones tropicais em sua área de responsabilidade. A PAGASA atribui nomes às depressões tropicais que se formam dentro de sua área de responsabilidade e a qualquer ciclone tropical que possa se mover para dentro de sua área de responsabilidade. Caso a lista de nomes para um determinado ano se revele insuficiente, os nomes são retirados de uma lista auxiliar, os primeiros 6 dos quais são publicados todos os anos antes do início da temporada. Os nomes não retirados desta lista voltarão a ser utilizados na temporada de 1971. Esta é a mesma lista usada para a temporada de 1963. Os nomes que Uring, Welming, Yayang, Ading e Barang usaram pela primeira vez (e apenas, no caso de Welming). A PAGASA usa seu próprio esquema de nomenclatura que começa no alfabeto filipino, com nomes femininos filipinos terminando com "ng" (A, B, K, D, etc. ). Os nomes que não foram atribuídos/vão ser usados são marcados em cinzento.

### Aposentadoria
Devido a um número extremo de mortos causado pelo tufão Emma (Welming) nas Filipinas, o PAGASA posteriormente retirou o nome Welming e foi substituído por Warling na temporada de 1971.